# Richwin (Straßburg)
Richwin († 30. August 933) war 914 bis 933 Bischof von Straßburg.
Richwin, von der Abstammung ein Lothringer, scheint wie sein Vorgänger durch den Einfluss der westfränkischen Politik 914 auf den bischöflichen Stuhl gekommen zu sein und sich zunächst gegen den Willen des Metropoliten, des Erzbischofs von Mainz, dort behauptet zu haben. Die damals höchst unsicheren Verhältnisse der ostfränkischen Grenzlande im Westen werden ihm dies erleichtert haben. Die Synode von Hohenaltheim lud Richwin 916 vergeblich vor und erklärte ihn dann mit Zustimmung des päpstlichen Legaten für abgesetzt, falls er sich nicht auf der nächsten Provinzialsynode in Mainz Erzbischof Heriger oder dem Papst selbst verantworte. Ob und wie er dieser Aufforderung Folge leistete, ist nicht überliefert. Er hielt sich aber weiter im Amt.
Nachdem König Heinrich im Ostfrankenreich nachgefolgt war, finden wir Richwin von allen alamannischen Bischöfen allein auf der Synode von Koblenz 922, bei der Reichsversammlung zu Worms im November 926 und schließlich auf der Erfurter Synode im Sommer 932. Den Sieg über die Ungarn, deren Reiterstürme auch über sein Bistum wiederholt verheerend hereingebrochen waren, hat er noch erlebt, am 30. August 933 ist er gestorben. Der  Erchenbald’sche Bischofs-Katalog charakterisiert ihn als profunditate litterarum amplior, virtutibus illustris, in juventute vividus, in senecta spiritalis. Darüber, was Richwin für sein Bistum und die Straßburger Kirche leistete, ist nicht viel bekannt. Er schenkte sowohl dem Domkapitel als auch dem Thomasstift in Straßburg in großem Umfang Güter.